# Caràcter genètic
Els caràcters o trets en genètica són aquelles qualitats, atributs o funcions d'un organisme que estan afectats per un gen o d'un grup de gens concret. És a dir que són caràcters amb una certa component genètica. Així doncs, en són exemples l'alçada, el color del cabell… Quan hom es refereix als trets diferenciats d'un caràcter, per exemple el color de cabells és un caràcter que es pot presentar diferents trets el castany, pel roig, ros... No obstant en el llenguatge comú se solen emprar indistintament.